# Parodontită
Parodontita sau boala parodontală reprezintă inflamația țesuturilor de susținere a dinților și este o leziune ireversibilă, care în timp duce la pierderea dinților de pe arcadele dentare. Parodontita este faza evolutivă și/sau complicația gingivitei.

## Nomenclatura
Înaintea termenului de parodontită se folosea termenul "parodontoză", denumire considerată greșită în prezent datorită descoperirilor recente . Termenul "parodontoză" definea în trecut boala ca fiind o leziune degenerativă. Termenul de "parodontoză" nu mai este acceptat actual în literatura de specialitate .
Știința care se ocupă cu diagnosticarea și tratamentul parodontitei se numește Parodontologie.

## Clasificare
Topografică:
- Parodontita Locală - rar întâlnită
- Parodontita Generalizată - deoarece inflamația bucală atacă osul maxilar în toate zonele în același timp

După evoluție: Tip I,II,III,IV

## Etiologie
În literatura de specialitate etiologia este foarte controversată și nu este unanim acceptată; se descriu peste 170 de cauze. În ultimii ani, datorită unor descoperiri recente, majoritatea specialiștilor sunt de acord cu următoarea clasificare etiologică:
- Cauze locale reprezentate de retentivitățile lucrărilor sau traume ocluzale

- Cauze generale reprezentate de calitatea osului maxilar cu rol de frânare a infecției provenite din mediul bucal

## Diagnostic
Diagnosticul se pune de către medicul stomatolog în urma examenului clinic al parodonțiului, a examenului subiectiv, și este completat de examenele paraclinice. Semnele clinice subiective (cele descrise de pacient) și obiective ale parodontitei sunt :
- lipsa durerii în tot timpul bolii.
- mirosul neplăcut (halena) în special dimineața, dar și în timpul zilei.
- sângerare la periajul dinților (poate lipsi).
- dinții se pot la mobiliza la atingerea cu degetul sau chiar cu limba în formele avansate.
- pacientul observă rădăcinile dinților "dezvelite" de gingie.
- unii dinți din "față" par mai alungiți decât ceilalți.
- gingia din jurul dinților poate deveni congestionată, de culoare roșu aprins spre violet, lucru care se asociază cu apariția durerii.
- depuneri de tartru, placă bacteriană și resturi alimentare.
- hiperestezie dentară (sensibilitate exagerată a dinților la diferențe de temperatură/consistență a alimentelor ingerate etc.).
- retracție osoasa, reducere a opacității trabeculației și dispariția papilelor osoase vizibile pe radiografie,

## Prognostic
Prognosticul parodontitei depinde de o serie de factori: tipul de boală generală asociată, igiena pacientului, motivația pacientului, calitatea osului maxilar care are rol celular de frânare a inflamației, nivelul social al pacientului și profesionalismul medicului dentist. Prognosticul poate fi favorabil sau nefavorabil, în funcție de acești factori, și în funcție de acesta se decide personalizat fiecărui pacient intervalul la care are nevoie de ședințe de igienizare însoțite de cure de îmbunătățire a osului maxilar prin utilizarea la domiciliu a dispozitivului medical cu câmp electromagnetic.

## Tratament
Tratamentul din zilele noastre nu poate vindeca parodontita, în sensul ca nu se va reuși niciodată eliminarea microbilor din cavitatea bucală dar întotdeauna tratamentul se începe prin educarea pacientului asupra tehnicilor de igiena orală. Tratamentul are ca obiectiv încetinirea evoluției bolii prin îmbunătățirea cu câmp electromagnetic a calităților osului maxilar și  controlul factorilor etiologici printr-o monitorizare de către medicul dentist și printr-un efort susținut al pacientului asupra igienei orale.
Lipsa tratamentului va accentua evoluția bolii  din cauza lipsei rezistenței osului din jurul rădăcinilor în fata infecției continue generate de mediul bucal și în ultima faza și a pierderii dinților în scurt timp cu complicații ulterioare asupra procesului alveolar prin imposibilitatea protezării fixe, mobilizabile pe implanturi, sau mobile. Prin tratament se urmărește susținerea cât mai mult timp a dinților pe arcadă, prin reducerea periodică a inflamației osoase peri-radiculare prin câmp electromagnetic.
Tratamentul se efectuează prin închirierea la domiciliu a dispozitivului medical cu câmp electromagnetic, acesta trebuind utilizat zilnic timp de minim două luni. Se recomandă întotdeauna și reducerea microbilor din cavitatea bucală de către pacient prin igiena orala. Lipsa de motivație de igienă orală a pacientului poate duce la decizia medicului de anularea tratamentului.
Tratamentul este controversat în literatura de specialitate. "Implantologia Dentară" recomandă ca tratament extracția și inserarea de implanturi, în schimb Parodontologia recomandă tratamentul conservator de susținere a  dinților prin evitarea intervențiilor traumatice asupra gingiei și prin îmbunătățirea igienei dentare și reducerea periodică a inflamației osului maxilar cu câmp electromagnetic în funcție de evoluția bolii.

## Tipuri de tratament
- Chirurgical, de evitat deoarece orice incizie generează retracția accelerată a gingiei conform fiziologiei umane

- Nechirugical cu rezultate bune dacă se repetă la o perioadă de timp personalizată, decisă de medicul dentist în funcție de gradul la recidivă al fiecărui pacient